# Entidad rural (Chile)
Entidad rural, en geografía de Chile, hace referencia a un asentamiento humano ya sea con características de ser concentrada o dispersa, en el que su población no supere los 1000 habitantes, o que tenga entre 1000 y 2000 habitantes si es que la población que se encuentra económicamente activa, ya sea en actividades secundarias y/o terciarias, sea menor al 50 % de su población.
El Censo de 1992 contempla los siguientes diez tipos de entidades rurales:

## Aldea

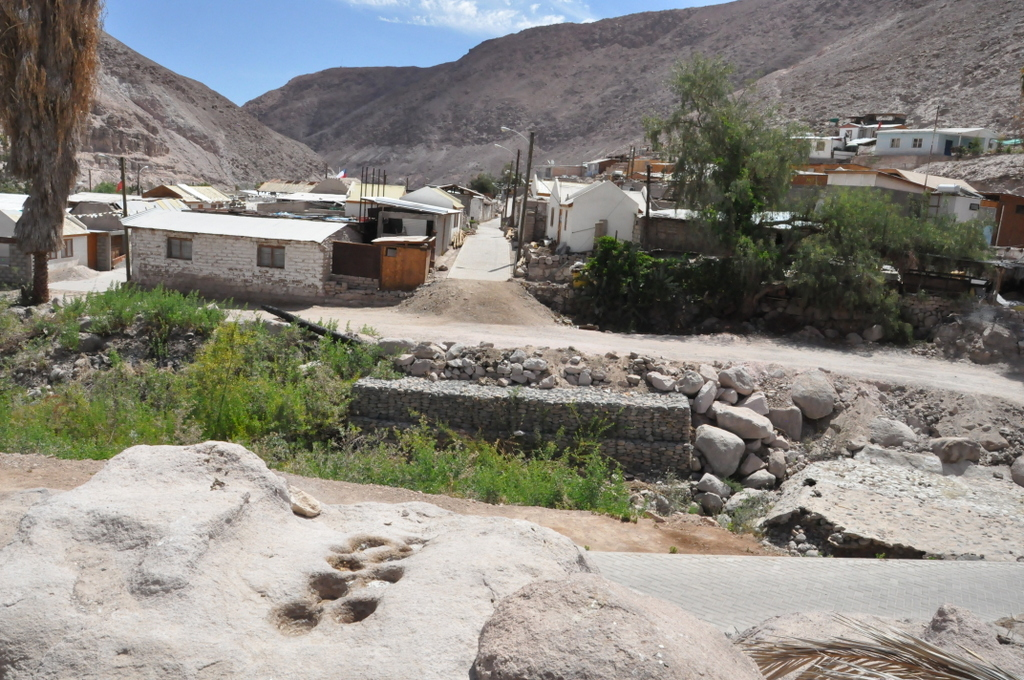
Aldea de Guañacagua, comuna de Camarones, Región de Arica y Parinacota

Aldea, en geografía, hace referencia a una de las diez entidades rurales identificadas en Chile, definida como un asentamiento humano con viviendas concentradas cuya población fluctúa entre 301 y 1000 habitantes, o que tenga entre 1001 y 2000 habitantes en el caso de que la población económicamente activa dedicada a las actividades económicas secundarias y/o terciarias sea menor al 50%. De forma excepcional se asimilan al concepto de aldea, centros turísticos que tengan entre 75 y 250 viviendas concentradas, que no cumplan con la cantidad mínima de población para ser consideradas como una aldea.

## Caserío

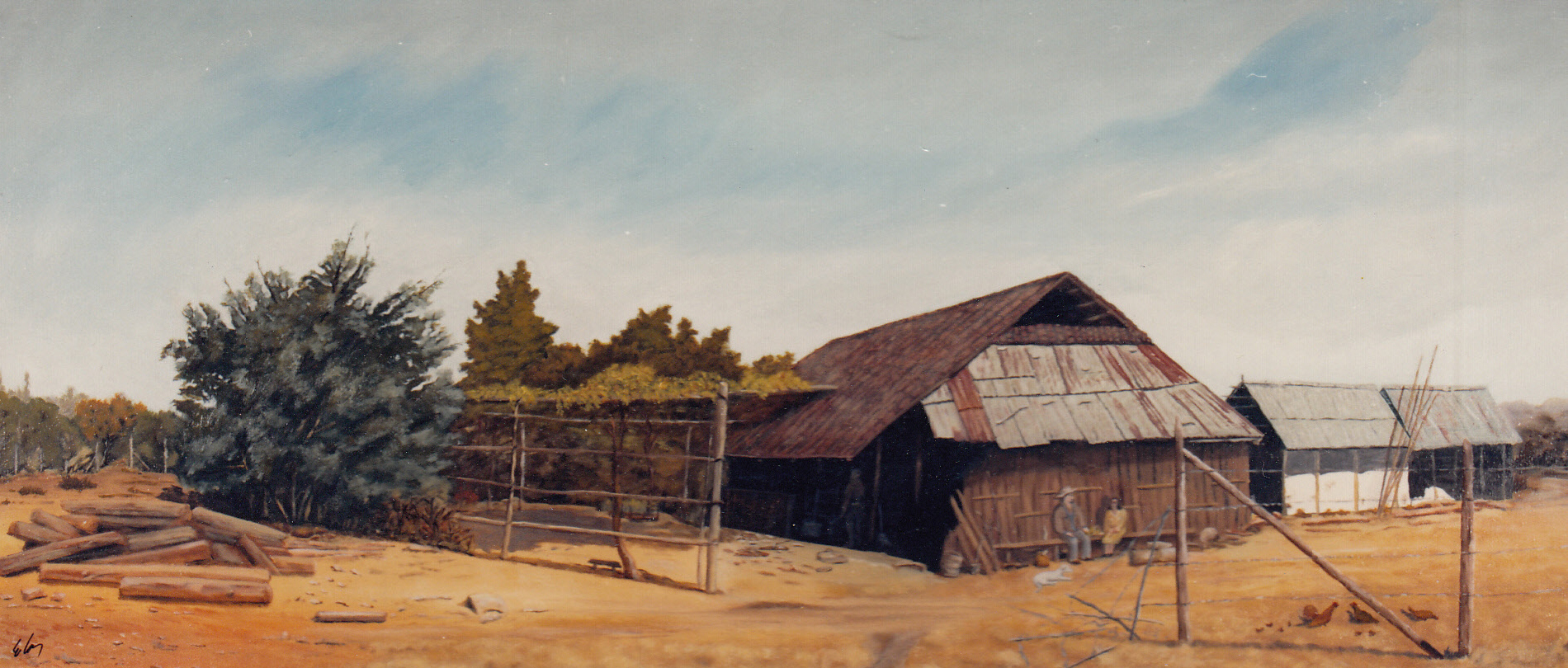
Caserío en Puangue, pintura de Eugenio Cruz Vargas.

Caserío, en geografía, hace referencia a una de las diez entidades rurales identificadas en Chile, y definida como un asentamiento humano que tenga un nombre propio y que posea tres o más viviendas cercanas entre sí, con una población inferior a los 301 habitantes y que no forma parte de otra entidad.

## Asentamiento minero
Asentamiento minero, en geografía, hace referencia a una de las diez entidades rurales identificadas en Chile, como un asentamiento humano que posea un nombre propio, con menos de 301 habitantes  y que incluye, pirquenes, canteras y plataformas petroleras. Si el asentamiento minero tiene más de 300 habitantes, se subordina a las categorías de aldea, pueblo o ciudad, según corresponda, dependiendo de la población que posea.

## Fundo

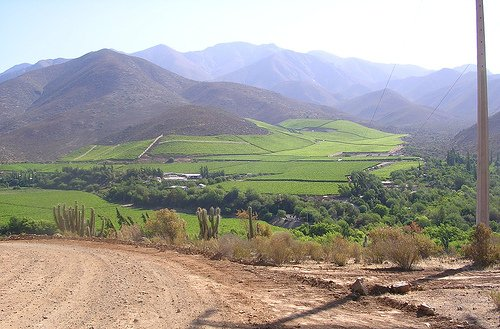
Plantaciones de uvas en el fundo "El Peñón", comuna de Monte Patria, Valle de Limarí, Región de Coquimbo

En geografía, un fundo, también denominado estancia o hacienda, es una de las diez entidades rurales identificadas en Chile, definida como un asentamiento humano ya sea concentrado o disperso, que posee un nombre propio y está ubicado en una propiedad o terreno de gran extensión, cuya actividad es agrícola, ganadera o forestal.
El Fundo es un sistema ligado a la gran propiedad, con predios que podrían tener de cientos a miles de hectáreas. Su producción puede estar destinada al mercado y su gran tamaño les permite suplir la inversión en tecnología con un uso extensivo de la tierra.

## Parcela
Parcela o hijuela, en geografía, hace referencia a una de las diez entidades rurales identificadas en Chile, definidas como asentamientos humanos ya sea concentrados o dispersos, que se encuentran localizados en una o más propiedades de mediana o pequeña extensión o tamaño, con actividad agrícola, ganadera o forestal, con «nombre propio común a todas ellas». Es subordinable solo a la comunidad indígena y comunidad agrícola, lo que quiere decir que si este tipo de entidad forma parte de una comunidad indígena o agrícola, se deben de clasificar bajo esta última entidad, perdiendo a su vez la categoría de «parcela» o «hijuela». En términos generales, las «parcelas» o «hijuelas» «forman un conjunto de varias propiedades que reconocen un nombre propio común a todas ellas», independiente del nombre de cada predio o propiedades que las componen. En términos generales, la entidad incluye todos los predios «reconocidos por un nombre propio común».

## Comunidad indígena
Comunidad indígena, en geografía, hace referencia a una de las diez entidades rurales identificadas en Chile, definidas como un asentamiento humano autóctono, constituido por una comunidad cohesionada por costumbres ancestrales consagradas por el derecho no escrito. A su vez, la condición jurídica de la tenencia de la propiedad, terreno o tierra no constituye un elemento definitorio para determinar esta categoría. La «comunidad indígena» no será subordinada a ninguna otra categoría de entidad, aun cuando por su cantidad de habitantes y concentración pudieran constituir otra categoría diferente.

## Comunidad agrícola
Comunidad agrícola o Comunidad agrícola histórica, en geografía, hace referencia a una de las diez entidades rurales identificadas en Chile, definidas como un asentamiento humano ubicado en «tierras de propiedad común», cuyo origen se remonta a los tiempos de la Conquista Española, en las que existen diferente formas de tenencia de propiedad, terreno o tierra: «goces singulares, lluvia y campo común». Esta categoría solo es subordinable a las categorías urbanas «Ciudad» y «Pueblo».

## Campamento
Campamento, en geografía, hace referencia a una de las diez entidades rurales identificadas en Chile, definida como un asentamiento humano formado por viviendas que son instaladas transitoriamente mientras persisten las faenas o trabajos que les han dado origen, y que están generalmente vinculadas a la construcción y explotación forestal. Los «campamentos» que se originan para actividades agrícolas dentro de un fundo-estancia-hacienda o parcela-hijuela forman parte de estas últimas entidades.

## Veranada
Veranada, Invernada, Majada o Aguada, en geografía, hace referencia a una de las diez entidades rurales identificadas en Chile, definidas como asentamientos humanos transitorios o estacionales, es decir, rara vez permanentes, que se localizan en tierras con «aptitud ganadera temporal». Esta entidad no es subordinable a otras categorías censales, es decir, si existen caseríos en torno a una «Veranada», «Majada» o «Aguada», no se registran como caserío, sino que como una «Veranada», «Majada» o «Aguada».
- Viviendas rurales no clasificadas en otra categoría censal

En el «Manual de Operaciones Censo 2002» se menciona una undécima entidad rural:

## Parcela de agrado
Parcela de agrado, en geografía, hace referencia a la undécima entidad rural identificadas en Chile, definida como un asentamiento humano ya sea concentrado o disperso, que se localiza en «una o más propiedades de pequeña extensión igual o inferiores a media hectárea cada una»  (es decir, 5000 metros cuadrados) y con «nombre propio común a todas ellas». La «parcela de agrado», por sus dimensiones y superficie no constituye una explotación de carácter agrícola, «aun cuando existan cultivos al interior de ella»; a su vez, esta entidad se diferencia de la parcela agrícola por las características de las edificaciones que se construyen en ella, con viviendas de características más modernas, y que en general se condicen con un nivel socioeconómico medio-alto y alto de sus propietarios. Normalmente, la «parcela de agrado» se sitúa en las cercanías de centros urbanos relevantes o de importancia; «ellos forman un conjunto de varias propiedades que se reconocen con un nombre propio común», y que generalmente se deriva del «nombre del predio que las originó, independientemente del nombre propio que pudiere tener cada propiedad».

### Origen
En 1980 se dictó el Decreto Ley Nº 3.516 que establece normas sobre subdivisión de predios rurales, cuyo principal objetivo fue permitir la plena libertad para dividir los predios rústicos de aptitud agrícola, ganadera o forestal manteniéndose el destino del predio primitivo. Dicha ley exigía el cumplimiento de ciertos requisitos mínimos, tales como: 
i) que se tratara de predios rústicos ubicados fuera de los límites urbanos o fuera de los límites de los planes reguladores intercomunales de Santiago y Valparaíso, y del plan regulador metropolitano de Concepción; 
ii) que los lotes resultantes tuvieran una superficie no inferior a 0,5 hectáreas físicas, y 
iii) que los predios resultantes de una subdivisión quedaran sujetos a la prohibición de cambiar de destino.
El propósito original del Decreto Ley 3.516 era el de resolver un problema que afectaba a los asignatarios de la Reforma Agraria: hacia fines de la década de 1970 muchos campesinos beneficiarios de aquella Reforma, ante la falta de apoyo financiero y asistencia técnica por parte del Estado, decidían vender su predios agrícolas, por lo general en medio de negociaciones muy asimétricas, y procedían a migrar a sectores urbanos contribuyendo a engrosar los cinturones de pobreza de la periferia de algunas ciudades. Con el propósito de terminar con este fenómeno dadas las negativas consecuencias socioeconómicas que generaba, y ante la imposibilidad legal y constitucional de prohibir derechamente la trasferencia de la tierra, pues se habría visto afectada la garantía constitucional del derecho de propiedad, el legislador procedió entonces a diseñar este singular mecanismo legal contenido en el Decreto Ley 3.516: permitir la libre subdivisión de predios agrícolas, con una superficie mínima de 0,5 hectáreas y con la prohibición de cambiar su destino agrícola a los predios resultantes de la subdivisión.
El legislador estimaba que, al permitirse la libre subdivisión de predios rústicos, el asignatario/vendedor se reservaría al menos media hectárea que le permitiría conservar su casa habitación y desarrollar algún tipo de agricultura de subsistencia, lo que le daría además la posibilidad de mantenerse ligado al mundo rural y consecuencialmente se frenaría el fenómeno de la migración campo-ciudad.
Sin embargo, el inciso 5.º o letra f del Artículo 1.º del DL. 3516 omitía la obligación de que en la escritura de compraventa de estos terrenos se estableciera la obligación de prohibir el cambio de destino. Esto derivó en una mal interpretación y aprovechamiento de los vacíos legales, en
que los propietarios comenzaron a vender terrenos de media hectárea para usos habitacionales, aprovechando aquella norma que permite que los
terrenos agrícolas tengan una vivienda de uso exclusivo para el cuidador, cuyo límite de superficie construida es de hasta 140 m², pero que en la práctica no se respeta y dio origen al lucrativo mercado de las Parcelas de Agrado.
Esto se intentó corregir en el año 2012 con la Ley 20.623 derogando el inciso 5.º del Artículo 1.º, pero al mismo tiempo dejó sin efecto la nulidad de los contratos realizados entre 1980 y 2012 como si lo establecía el DL.3516, legalizando de esta forma un negocio realizado al margen de la ley o aprovechando una interpretación perversa de la misma.